# Cleuasmo
El Cleuasmo es un Tropo o figura retórica consistente en atribuir irónicamente a otra persona las buenas acciones o cualidades propias, o a uno mismo las malas de otro. 

Esta figura (en griego χλευασμός, chleuasmós, con el significado de 'sarcasmo'; en latín chleuasmos) está directamente relacionada con el sarcasmo, del que puede considerarse una modalidad.

Un ejemplo sería el siguiente: "Me gusta que te preocupes tanto por mí; no como yo, que nunca pienso en tus intereses", cuando el hablante pretende significar lo contrario.